# Jacek Płachta
Jacek Płachta (* 18. Mai 1969 in Chorzów) ist ein ehemaliger deutsch-polnischer Eishockeyspieler und jetziger -trainer. Sein Sohn Matthias Plachta ist ebenfalls ein professioneller Eishockeyspieler. Seit 2021 ist er Cheftrainer bei seinem Heimatverein GKS Katowice.

## Karriere
Plachta begann seine Karriere beim polnischen Verein GKS Katowice, von dem aus er 1990 zum damaligen Bundesligisten EHC Freiburg wechselte, für den er bis 1993 in der höchsten deutschen Spielklasse auf dem Eis stand. 1993 wechselte der Flügelstürmer zum EV Landshut, für den er bis 1998 und damit auch nach Gründung der Deutschen Eishockey Liga 1994 sportlich aktiv war. Anschließend wechselte der Pole mit deutscher Staatsangehörigkeit für zwei Spieljahre zu den Revierlöwen Oberhausen, mit denen er jedoch nicht über die letzten beiden Tabellenplätze in der DEL hinaus kam.
Zwar spielte Płachta daraufhin in der Saison 2000/01 noch für die SERC Wild Wings und 2001/02 für die Nürnberg Ice Tigers, doch wechselte er anschließend für fünf Jahre zu den Hamburg Freezers. In der Spielzeit 2006/07 erreichte der Angreifer jedoch seinen sportlichen Tiefpunkt und absolvierte lediglich 28 Spiele für die „Freezers“, woraufhin er zur darauf folgenden Saison in die 2. Bundesliga zu den Kassel Huskies wechselte, mit denen er noch in der ersten Spielzeit wieder in die Deutsche Eishockey Liga aufstieg. Im Anschluss an die Saison 2008/09, in der er nur noch drei Mal für Kassel in der DEL auf dem Eis stand, beendete er seine aktive Karriere. 
In der Saison 2010/11 war Płachta Cheftrainer beim polnischen Zweitligisten GKS Katowice. Zur Saison 2011/12 wechselte er zum Erstligisten GKS Tychy. 
Im Jahr 2012 wurde er zunächst Assistenztrainer der polnischen Nationalmannschaft, zwei Jahre später übernahm er den Posten des Cheftrainers und hatte diese Position bis zum Ende der Saison 2016/17 inne. 
Ab Oktober 2017 war er Assistenztrainer bei den Eispiraten Crimmitschau, ehe er zur Saison 2018/19 Cheftrainer des Hamburger Oberligisten Crocodiles Hamburg wurde.
Seit 2021 ist er erneut Cheftrainer bei seinem Heimatverein GKS Katowice und gewann mit GKS 2022 die polnische Meisterschaft.

### International
Für Polen nahm Płachta im Juniorenbereich ausschließlich an der U18-Junioren-Europameisterschaft 1987 teil. Im Seniorenbereich stand er im Aufgebot seines Landes bei den B-Weltmeisterschaften 1990, 1994, 1997, 2000, 2001, 2003, 2005 und 2007 sowie bei der A-Weltmeisterschaft 2002.

## Erfolge und Auszeichnungen
- 2001 Aufstieg in die Top-Division bei der Weltmeisterschaft der Division I
- 2001 Topscorer der Weltmeisterschaft der Division I, Gruppe A
- 2001 Bester Vorlagengeber der Weltmeisterschaft der Division I, Gruppe A
- 2007 Bester Stürmer der Weltmeisterschaft der Division I, Gruppe A
- 2022 Polnischer Meister mit GKS Katowice (als Trainer)

## Karrierestatistik
(Legende zur Spielerstatistik: Sp oder GP = absolvierte Spiele; T oder G = erzielte Tore; V oder A = erzielte Assists; Pkt oder Pts = erzielte Scorerpunkte; SM oder PIM = erhaltene Strafminuten; +/− = Plus/Minus-Bilanz; PP = erzielte Überzahltore; SH = erzielte Unterzahltore; GW = erzielte Siegtore; 1 Play-downs/Relegation; Kursiv: Statistik nicht vollständig)